# Mariä Himmelfahrt (Tomerdingen)

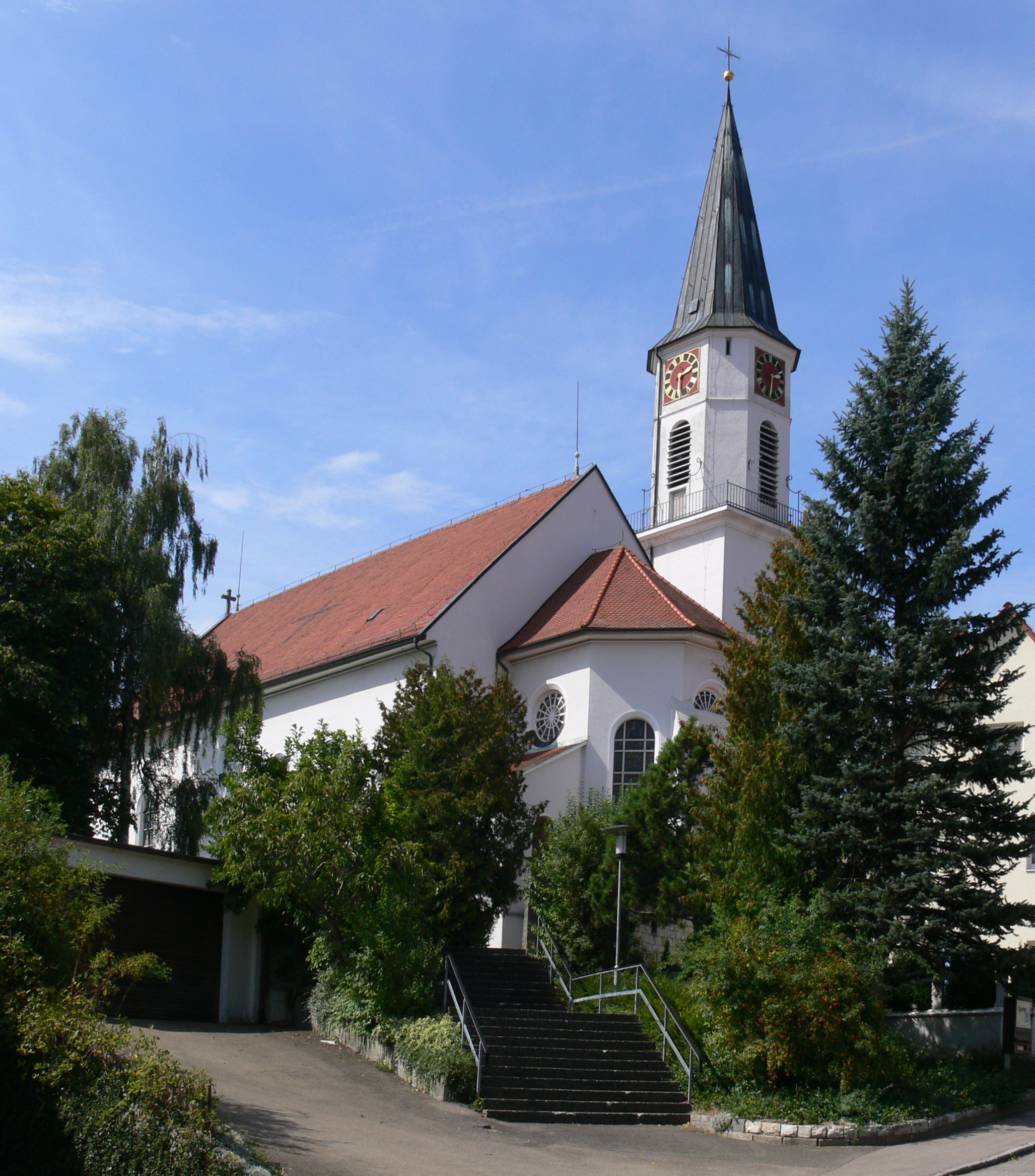
Mariä Himmelfahrt in Tomerdingen

Die römisch-katholische Pfarrkirche Mariä Himmelfahrt steht in Tomerdingen, einem Gemeindeteil von Dornstadt im Alb-Donau-Kreis von Baden-Württemberg. Die Kirchengemeinde gehört zur Diözese Rottenburg-Stuttgart. Das Bauwerk ist beim Landesamt für Denkmalpflege Baden-Württemberg als Baudenkmal eingetragen.

## Beschreibung

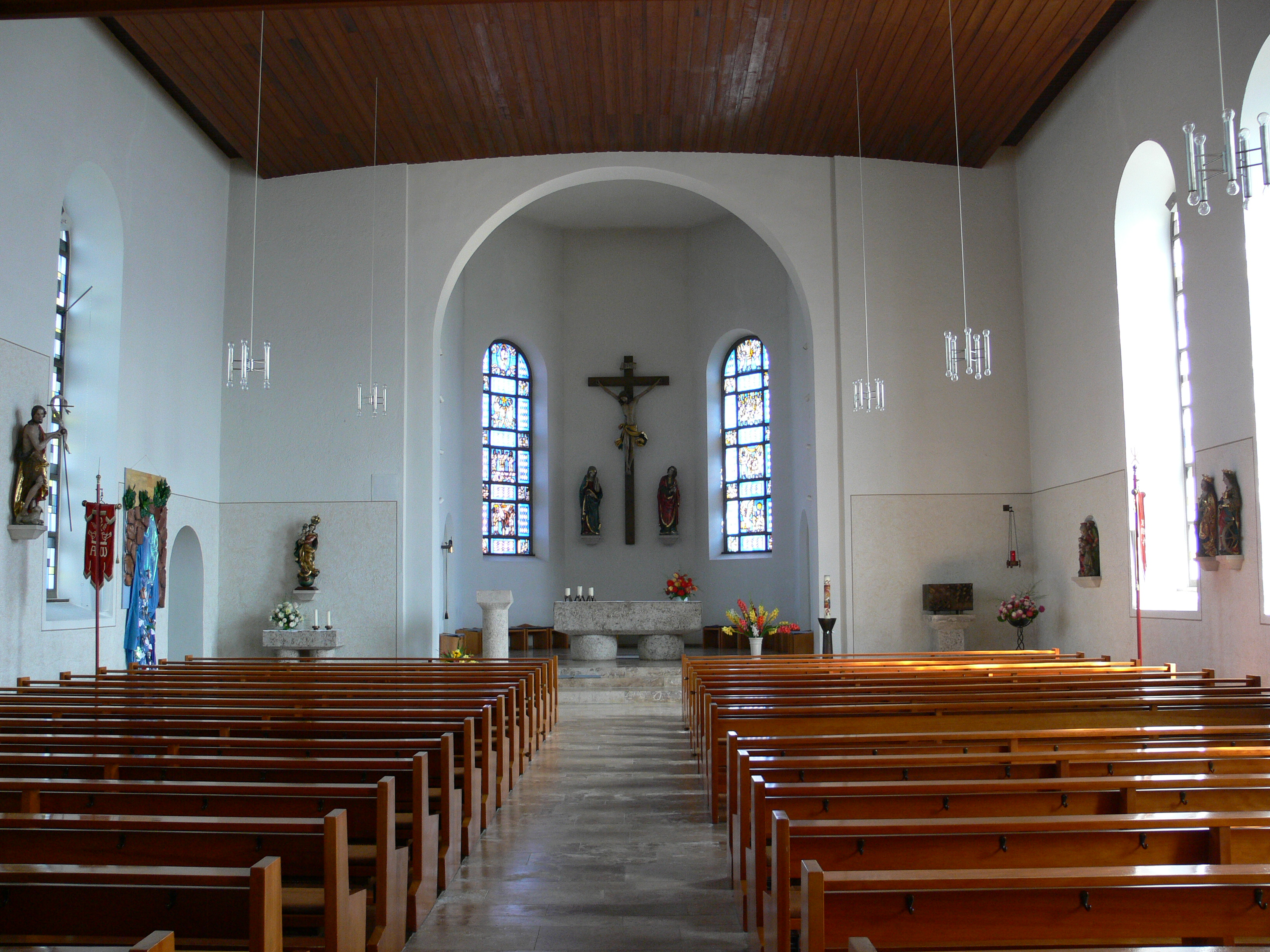
Blick zum Chor

Die 1841 gebaute spätklassizistische Saalkirche besteht aus einem Langhaus, einem eingezogenen, dreiseitig geschlossenen Chor im Osten, einer Taufkapelle an der Südseite des Chors und einem Kirchturm auf quadratischem Grundriss an der nordwestlichen Ecke des Langhauses, der oberhalb eines Gitters mit zwei Geschossen aufgestockt und mit einem spitzen Helm bedeckt wurde. Das untere achteckige Geschoss beherbergt den Glockenstuhl, das obere die Turmuhr.
Für die Kirchenausstattung wurde vom Vorgängerbau eine Kreuzigungsgruppe übernommen, die aus der Werkstatt von Niklaus Weckmann stammt. An der Decke der Taufkapelle befindet sich ein um 1760 entstandenes Gemälde von Joseph Wannenmacher. Die Orgel wurde 1919 von der Reiser Orgelbau errichtet.